# Аренберг, Филипп де Крой-Шиме
Филипп де Крой-Шиме д'Аренберг (фр. Philippe de Croy-Chimay d'Arenberg; 8 дмая 1619, Брюссель — 12 января 1675, Люксембург), 8-й князь де Шиме и Священной Римской империи — военный и государственный деятель Испанских Нидерландов.

## Биография
Второй сын Александра д'Аренберга, князя де Шиме, и Мадлен д'Эгмонт. В 1648 году наследовал бездетному старшему брату Альберу.
Полковник валлонского пехотного полка на службе короля Испании, дворянин палаты эрцгерцога Леопольда.
В 1647 году был пожалован Филиппом IV в рыцари ордена Золотого руна.
В 1649 году назначен губернатором и капитан-генералом города и графства Намюр.
24 января 1654 назначен преемником своего кузена Филиппа-Франсуа де Кроя, герцога д'Авре, на посту губернатора и генерал-капитана герцогства Люксембург и графства Шини, и покинул губернаторство в Намюре.

## Семья
Жена (24.02.1642, Брюссель): Теодора-Максимильена-Жоссина де Гавр (ум. 11.1676), графиня де Фрезен, дочь Пьера-Эрнеста де Гавра, графа де Фрезен, и Катрин-Изабель де Ламарк
Дети:
- Эрнест-Александр-Доминик де Крой-Шиме д'Аренберг (26.12.1643—3.06.1686), князь де Шиме. Жена (1675): Мария Антония де Карденас Ульоа Бальда Суньига-и-Веласко (ум. 1691), дочь Диего де Карденаса
- Александр де Крой-Шиме д'Аренберг (09.1649—10.01.1654), граф де Фрезен